# Одзежинский, Роман
Роман Владислав Одзежинский (пол. Roman Władysław Odzierzyński; 28 февраля 1892, Лемберг, Австро-Венгрия — 9 июля 1975, Лондон, Великобритания) — польский государственный и политический деятель, генерал бригады, премьер-министр правительства Польши в изгнании в 1950—1953 годах.

## Ранние годы
В молодости изучал право и политические науки во Львовском университете. Позднее, в 1919 году, стал доктором права. С 1910 года служил в австро-венгерской армии, окончил Офицерскую школу артиллерии. Получал звания подпоручика (1914), поручика (1916). С 1918 года в Войске Польском в звании капитана. Участвовал в Советско-польской войне. Позднее Одзежинский сделал успешную военную карьеру, став в 1935 комендантом Артиллерийской школы в Торуни. Участвовал в обороне Варшавы в 1939 году, но после поражения и оккупации страны вынужден был эмигрировать в Румынию, затем во Францию и Великобританию, где командовал артиллерией в Польской Армии на Западе, которая принимала участие в военных операциях Великобритании, в частности, в Ираке.

## В эмиграционном правительстве
После войны вернулся в Великобританию, где занимал посты министра обороны и министра внутренних дел в Правительстве Польши в изгнании. В 1950 году сменил Тадеуша Томашевского на посту премьер-министра правительства и оставался там на протяжении 3 лет. В 1966—1968 годах входил в состав Совета Трёх — органа, исполнявшего обязанности президента Польши в изгнании.